# 西村忠義
西村 忠義（にしむら ただよし、1857年1月8日〈安政3年12月13日〉 - 1925年〈大正14年〉4月22日）は、日本の政治家。鳥取県西伯郡境町長（2代）。境町会議員。

## 経歴
伯耆国会見郡境村（現・鳥取県境港市）出身。1889年（明治22年）に境町会議員に当選した。1890年（明治23年）1月に同町助役となった。1892年（明治25年）、同町会議員に再選した。1893年（明治26年）12月に同町助役を退任した。同月12日から1898年（明治31年）12月12日まで、同町長をつとめる。町長を辞めたあとは台湾に渡り、木村久太郎の下で金山監督をつとめる。同年、同町会議員に返り咲いた。1900年（明治33年）、同町会議員にまた返り咲いた。

## 町長として
お台場に灯台を設置したり港口浚渫工事を行う。1896年（明治29年）に外国貿易港の指定に漕ぎ着ける。1897年（明治30年）に県から505円5銭でお台場の払い下げを受け、公園に造成して町民の憩いの場とする。